# 江戸 (小惑星)
江戸 (9782 Edo) とは、小惑星帯にある小惑星の1つ。
1994年11月25日に小林隆男によって発見された。名前は地名の江戸に因む。